# Jezioro Cechyńskie Wielkie
Jezioro Cechyńskie Wielkie (kaszb. Jezoro Wiôldże Cechińsczé) – jezioro wytopiskowe położone na Pojezierzu Bytowskim (powiat bytowski, województwo pomorskie). Akwen jeziora (45,6 ha) jest otoczony wysokimi, zalesionymi brzegami i łączy się z sąsiednim jeziorem Cechyńskim Małym.